# Fenyőgyöngye Vendéglő
A Fenyőgyöngye Vendéglő egy nagy múltú vendéglátóhely a Budai-hegységben, az Alsó-Kecske-hegy és a Remete-hegy lábánál, a II. és a III. kerület határán, de II. kerületi területen, a Szépvölgy városrészben. Kisebb-nagyobb megszakításoktól eltekintve 1935 óta folyamatosan működik.

## Története
A vendéglő 1935-ben nyílt meg. Alapítója Sztretovszky János volt. Sztretovszky azelőtt a János-hegyi Erzsébet-kilátóban működött vendéglőben dolgozott pincérként, és szabad idejében bejárta a környező hegyeket is. Ennek során figyelt fel a Szép-völgyre, amely környék annyira megtetszett neki, hogy elhatározta: telket vesz itt és önálló vállalkozásba fog. Az akkor megnyitott vendéglőépület még csak egy szintes volt, ahol négy, 2-3 férőhelyes bokszot alakított ki; a söntésből nyílt a konyha, a tulajdonos lakása és a nagyterem. Kialakított egy salakos burkolatú kerthelyiséget is, közepén táncparkettel, ahol gyakran táncolhattak a párok, jellemzően sramlizenére.
A második világháború utolsó szakaszában a német katonák ismeretlen okból aláaknázták az épület pincéjét, majd visszavonulás közben felrobbantották azt, de úgy, hogy a detonáció az épület egészét romba döntötte. Az alapító a családja segítségével fogott neki a lerombolt ház újjáépítésének, amivel 1947-re készültek el. Ekkor újból megnyitották éttermüket, ami a házak államosításának időszakát még átvészelte, de néhány évvel később, 1952-ben a vendéglői részt már elérte az üzletek államosításának hulláma. Sztretovszkyék így alkalmazottak lettek saját egykori tulajdonukban, a családfő üzletvezetőként, neje pedig mint szakács. Mindketten itt dolgoztak nyugdíjazásukig, és az időközben fallal elválasztott lakásukban éltek halálukig.
1988-ban a leszármazottak eladták az épületet, az új tulajdonosok – Bihari Tamás és Márkus László – ezután egy szinttel bővítették azt, a kerthelyiség egy része helyett az épülettel egybefüggő fedett terasz épült, a fennmaradó területet pedig árnyékos kertté alakították. Jellegét tekintve meghagyták a régi étterem elrendezését, ahol ma is mintegy 100-120 vendég tud helyet foglalni a söntés részen és az étteremben; nyaranta a terasz megnyitása mintegy ötvennel bővíti a férőhelyek számát.

## Az étterem jelene
2015. május 1-je óta ismét a régi tulajdonosok családja üzemelteti a vendéglőt. A létesítmény konyhája magyar ételeket kínál, főleg a nagymama, Fáni néni receptjeinek minimálisan frissített változataiból.

## Megközelítése
Budapesti közösségi közlekedéssel a legegyszerűbben a Kolosy térről induló 65-ös busszal érhető el, amely járatnak itt volt a felső végállomása. 2014-ben három megállóval meghosszabbították. Azóta a 65A jelzésű betétjárata fordul a vendéglőnél.